# Salettuol
Salettuol è una località del comune di Maserada sul Piave, in provincia di Treviso.

## Descrizione
Sorge sulla sponda destra del Piave. Il suo nome deriva da salicetum, i salici che nascono spontaneamente nel greto plavense.

## Storia
La storia di Salettuol è legata alla storia del Piave. Il fiume, che raggiunge la sua massima larghezza proprio nei pressi del piccolo villaggio, ha caratteristiche torrenziali e alterna periodi di secca ad intense piene. In passato, quando il Piave deviò verso il centro di Maserada, si trovò alla sinistra del fiume.
Solamente dopo i lavori di arginatura del fiume, iniziati nel XVI secolo, Salettuol ebbe maggiore stabilità topografica. Infatti gli effetti delle piene distrussero ripetutamente il villaggio.
Durante la prima guerra mondiale, dal novembre 1917 al novembre 1918 visi combatterono tre importanti battaglie: la battaglia di arresto nel novembre 1917, la battaglia del solstizio nel giugno 1918 e la battaglia di Vittorio Veneto nel novembre 1918. In ricordo di tali eventi venne poi realizzata una zona monumentale adiacente all'argine del Piave con la presenza di tre monumenti: la piramide dedicata alla 31ª Divisione italiana schierata nella battaglia del Solstizio, l'obelisco in onore della 7ª Divisione britannica e il monumento dedicato ai "Pontieri della X Armata".